# Max Glucksmann
Max Glücksmann o Mordechai David Glücksmann (Czernowitz, actual Chernivtsi, Bukovina, Imperio austrohúngaro, 8 de marzo de 1875  - Buenos Aires, Argentina, 20 de octubre de 1946) fue un empresario austríaco, pionero en sus aportes al cinematógrafo y la fonografía en Argentina y Uruguay.

## Biografía

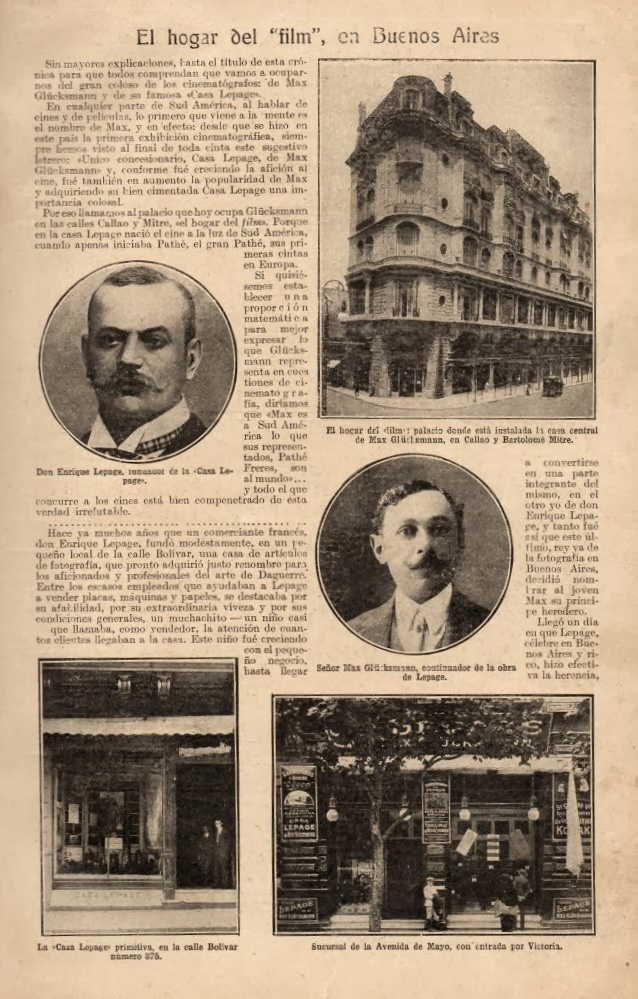
Reportaje sobre Glücksmann y la Casa Lepage en la revista Caras y Caretas, 1914.

Poco después de su llegada a Buenos Aires, en 1890, Glücksmann comenzó a trabajar como ayudante de fotografía en la Casa Lepage, propiedad de otro inmigrante: el barón belga Enrique Lepage (se había instalado en Buenso Aires en 1891). Este negocio ubicado en la Avenida Bolívar N° 375, edificio que hoy tiene una placa recordatoria que colocó la jefatura de la ciudad de Buenos Aires, fue el primero en ingresar al país equipos proyectores y filmadoras. También trabajaba allí otro pionero del cine, el francés Eugenio Py.
Los tres asistieron a la primera exhibición cinematográfica en Argentina, organizada por el empresario Francisco Pastor y el periodista español Eustaquio Pellicer, la cual se realizó en el Teatro Odeón el 18 de julio de 1896, donde se ven las breves escenas filmadas por los camarógrafos de los hermanos Lumière. Dándose cuenta de las posibilidades comerciales de este invento, Glücksmann, Py y Lepage se pusieron en contacto con los hermanos Lumière para la compra de sus aparatos, pero no prosperaron las conversaciones, por lo que deciden importar un "Cronofotógrafo Elgé" de la empresa francesa Gaumont- Demeny de 1897 y un "Cinematógrafo Phaté", distribuido por la Compañía General de Fonógrafos, Cinematógrafos y Aparatos de Precisión, de la también francesa Pathé Freres.
Al alejarse definitivamente Enrique Lepage en 1908, Max Glücksman compra la firma resultante de la sociedad entre los tres hombres y abre salas para la exhibición cinematográfica, no sólo en Buenos Aires sino en el interior del país y en Montevideo. Hace construir la primera sala de cine de Argentina, denominada Cine Teatro Grand Splendid y se hace realizador de los noticiarios de cine que denominó Actualidades. Junto con Eugenio Py, fue pionero de cintas documentales. La empresa que produjo los noticieros y documentales fue denominada Cinematografía Max Glücksmann. El edificio del Grand Splendid fue construido sobre el mismo terreno que ocupó otro teatro: el Nacional Norte, además de una fábrica de carruajes. El edificio fue construido por los Arquitectos Pizoney y Falcope, sobre proyecto de los también arquitectos Peró y Armengol, y la cúpula fue decorada en 1919 por Nazareno Orlandi, pintor y decorador italiano. Su actividad inicial fue la de sala teatral, con el nombre original de Splendid Theatre. Se inauguró el 14 de mayo de 1919 en la zona conocida por entonces como "El Saint Germain porteño". 
Como muestra de su interés en la actividad de exhibiciones cinematográficas, se debe destacar que poseyó un total de 100 salas de cine en Argentina, Chile, Uruguay y Paraguay. En 1914, la revista Fortune incluyó su nombre entre los poseedores de grandes fortunas en el continente americano. Hasta el año 1930 su empresa cinematográfica hizo noticieros sin sonido y algunas cintas sonoras, pero debido al crac del 29 tuvo que vender estas salas y se quedó con el negocio discográfico. Al margen de sus actividades empresariales, Glücksmann también realizó actividades sociales con la comunidad judía entre 1925 y 1942, haciendo construir una sinagoga en la Calle Libertad, de Buenos Aires, tal como afirma uno de sus nietos.

## Actividad discográfica
Poco después de la fundación de la empresa alemana International Talking Machine Company, creadora del sello discográfico "Odeón" en 1904, Max Glücksmann fue designado como agente importador en la Argentina, de sus fonógrafos y discos. Tuvo éxito, y pronto se involucró en la labor de grabación discográfica con su empresa "Discos Glücksmann". Debido a las distancias involucradas, y posiblemente por motivos de la nacionalidad de Glücksmann, Odeón convino en construir una planta de procesamiento de matrices y prensado de discos para él en Buenos Aires, enviándole un ingeniero residente entrenado en Berlín.
Glücksmann se dispuso a capturar el mercado discográfico de tango, una tarea que logró con mucho éxito. En 1914 había obtenido esencialmente el control global de la industria discográfica argentina, marginando a su único competidor, Víctor Talking Machine, por el simple hecho de firmar exclusivos contratos a largo plazo con los mejores músicos y, más astutamente, los mejores compositores. Así Glücksmann tenía derechos exclusivos de los temas exitosos. Glücksmann controló el negocio de partituras y de cine mudo, y tenía un monopolio virtual en el tango hasta la década de 1920. Lejos de ser detestado por tal acuerdo, se convirtió en un héroe popular entre los músicos por su introducción del concepto de las regalías, tanto en la publicación de música, como en la manufactura discográfica, por primera vez en la Argentina. Contrata en 1917 a los cantores y guitarristas Carlos Gardel y José Razzano quienes formaban el dueto Gardel-Razzano, sello que también aparecería en sus discos con esta empresa, además del también cantor Ignacio Corsini, Roberto Firpo y Francisco Canaro. Además, para difundir aún más el tango, crea el Concurso del Disco Nacional de los cuales se celebraron 7 entre 1924 y 1930 en Buenos Aires y 2 en Montevideo, en 1927 y 1928.
Discos Glücksmann se convirtió en Discos Nacional-Glücksmann, más tarde, simplemente en Discos Nacional y finalmente, después de la fundación de EMI en 1931, a Disco Nacional-Odeón, que fue el sello estándar en Argentina, Brasil y Uruguay para los productos de Industrias Eléctricas y Musicales Odeón, S.A, es decir, la actual EMI Music Argentina. Resultaría afectado al comenzar a grabar Carlos Gardel sus primeros discos en EE. UU. para RCA Víctor, cuando aún tenía contrato con Disco Nacional Odeón, lo que derivaría en un problema judicial que fue arreglado mediante un acuerdo para compartir las matrices disqueras grabadas en dicha nación en el mercado argentino.  Continuaría su actividad discográfica hasta la fecha de su muerte, debido a un ataque cardíaco.